# Taler-leu

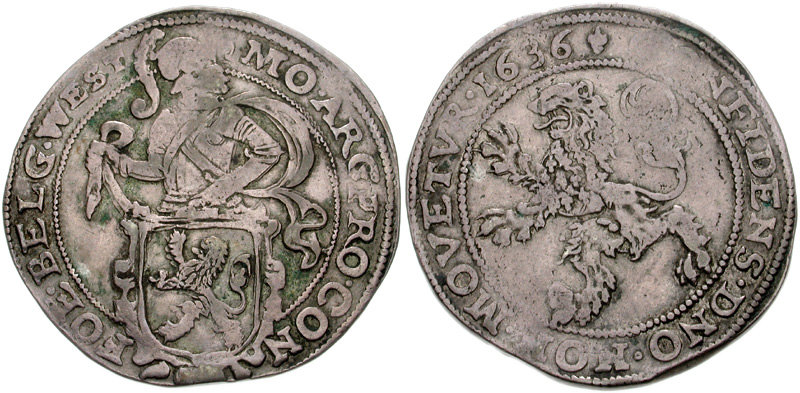
Taler-leu olandez emis în 1636.

Talerul-leu (în neerlandeză Leeuwendaalder, iar în germană Löwentaler, până în 1901 Löwenthaler), inițial, era o monedă de argint a Provinciilor Unite ale Țărilor de Jos, având drept element caracteristic un leu rampant, simbolul Olandei, gravat pe revers.

## Istoric
Prima emisiune a fost pusă în circulație în 1575 și consta într-o piesă cu greutatea de 27,648 grame și titlul de 750‰. Talerul olandez apare pentru prima dată spre sfârșitul secolului al XVI-lea. Documentele din secolul al XVI-lea, al XVII-lea și din prima jumătate a secolului al XVIII-lea precizează caracterul real al monedei prin expresia leu bătut. A circulat ca monedă foarte apreciată, servind în tranzacțiile interne și externe, precum și la plata tributului și a altor obligații financiare internaționale.
Talerul leu a fost introdus pentru prima dată ca monedă de război la începutul Războiului de Optzeci de Ani dintre Provinciile Țărilor de Jos și Spania.
În 1575, Provincia Olanda a emis Talerul leu din Argint pentru prima dată pentru a strânge fonduri împotriva armatei spaniole invadatoare, venită să înăbușe revolta olandeză împotriva stăpânirii spaniole. Pentru a sublinia ruptura cu stăpânirea spaniolă, Provinciile au înlocuit portretul și stema regelui spaniol Philip II cu un leu rampant (avers) și cu un cavaler în armură (revers). Acest model s-a bazat pe popularul Jáchymovský tolar din Boemia. 
Inițial, noua monedă olandeză, bătută din argint de puritate 750‰, a fost supraevaluată prin decret peste valoarea sa intrinsecă, generând emitentului un profit de 10% pentru a-și finanța eforturile de război.
În ultimele două decenii ale secolului al XVI-lea, moneda a câștigat o poziție dominantă în Olanda. S-au bătut monede special pentru comerțul cu statele Baltice, dar au fost înlocuite în curând de Rijksdaalder ca monedă de comerț în această regiune.
Talerul leu a fost, de asemenea, folosit pe scară largă în comerțul în curs de dezvoltare al Provinciilor Olandeze cu Imperiul Otoman începând cu anii 1590. Concomitent cu retragerea lui din circulație pe teritoriul Provinciilor Unite după 1620, mari cantități de Taleri leu au fost bătuți aproape exclusiv pentru export în Orientul Mijlociu. Vârful perioadei de producție a fost între 1630-1690, când moneda a început să fie utilizată pe scară largă de companii comerciale olandeze franceze și engleze din întreaga regiune mediteraneană.
Cererea pentru monedă a fost atât de mare încât a dat naștere la numeroase imitații: mai mult decât patruzeci și trei de orașe italiene și nord-europene, inclusiv din Transilvania, au bătut imitații de acest tip în această perioadă.

### Provincii emitente
Mai jos este lista provinciilor care au emis taleri leu cat si perioadele in care acestia au fost batuti:
- Holland                  1575-1687
- West-Friesland      1588-1713 
- Zeeland                 1589-1652
- Utrecht                   1585-1697
- Gelderland             1589-1699
- Overijssel               1585-1701
- Friesland                1589-1663
- Nijmegen                1692
- Zutphen                  1691-1692
- Deventer                 1640-1698
- Kampen                  1597-1693
- Zwolle                     1633-1688

## Circulația Talerului leu în Imperiul Otoman
Până la introducerea unei monede otomane din argint (ghurush) în 1687, talerul leu a constituit una dintre principalele monede de argint care circulau în secolul al XVII-lea în Imperiul Otoman. Aceste piese mari de argint importate din Europa au început să ocupe un loc important în circulația monedei otomane după devalorizarea din 1584-86 a akce - moneda locala de argint a cărei greutate a scăzut de la 1,2 g la abia 0,683 g pe parcursul secolului. Aceasta devalorizare a dus la închiderea majorității monetăriilor Imperiului și la o creștere a dependenței de monede străine mari de argint pentru a satisface cerințele de circulație în Imperiu.
Această cerere a fost alimentată de exploatarea intensivă a minelor de argint precum Potosi începând cu anii 1570, ceea ce a dus la un flux masiv de argint din Teritoriile spaniole din America de Sud către Europa și Asia. De fapt, monedele spaniole de opt reali mergeau direct din Americi în Imperiul Otoman.
Începând cu 1600, talerii olandezi au început să apară în număr tot mai mare în Imperiul Otoman și până în a doua jumătate a secolului al XVII-lea talerul leu se numără printre principalele valute utilizate de comercianții vest-europeni în comerțul cu Imperiul Otoman. În mod semnificativ, cantități relativ mari din aceste monede  au fost găsite în zona care constituie în prezent partea de nord a Israelului, Siria și Libanul. Această regiune a jucat un rol important ca furnizor de bumbac pentru Europa de Vest  în secolul XVII-XVIII, în special în Franța.

## Circulația talerului-leu în Țările Române
Alături de ughi a ocupat poziția de monedă dominantă în secolele al XVII-lea și al XVIII-lea, constituind împreună un sistem monetar de calcul utilizat de vistierie. Talerul-leu era calculat în Condica Vistieriei Țării Românești, la valoarea de 133 bani, valoare pe care o avea și în 1728 în Oltenia (133 bani sau 100 de kreuzeri). În anul 1743 talerul-leu era cotat la 149-150 bani, însă trebuie avute în vedere cursurile de schimb ale diferitelor piețe.
La fel ca și în cazul monedelor de aur, nu trebuie făcută confuzie între diferitele specii de taleri, mai ales că documentele vremii (chiar și cele emise de Cancelaria Țării Românești) dau denumirea generică de taleri pentru toate monedele mari de argint din această clasă, destul de rar fiind făcută precizarea respectivă, taler-leu sau simplu leu. Dăm mai jos alte specii de taleri care au circulat la noi: 
```
Greutate:	kronentaler (belgo-austriac)    = 29,476 gr.
		species taler			= 28,843 gr.
		reichstaler (Țările de Jos)	= 28,078 gr.
		talerul levantin (prusac)	= 28 gr.
		taler spaniol	        	= 27,066 gr.
		taler polonez		        = 28,240 gr.
		taler turcesc		        = 20 gr. (sau 6,25 dirhemi)

Valoare:	kronentalerul în anul 1683	= 2,25 florini
                                      1685	= 197 bani
  	           		      1692	= 133 bani
                                      1709	= 2 florini și 40 dinari ungurești
                convenziontaler	1759		= 2 florini și 12 kreuzeri
                talerul venețian	1709	        = 1 florin și 40 dinari ungurești
          	talerul-leu	      1688	= 70 akcele
			între  1694 - 1703	= 133 bani
                                      1711	= 140 bani
                               1712 - 1714	= 133 bani
                                      1716	= 125 bani
	       talerul-leu vechi      1728	= 133 bani
                 talerul-leu nou      1728	= 120 bani, sau 90 kreuzeri
                                      1731	= 112 bani
                                      1736	= 109,9 bani
				      1747	= 80 parale la Belgrad
						= 82–84 parale la Istanbul
						= 84-86 parale	la Alexandria
						= 85-86 parale	la Cairo
	    piastrul (talerul turcesc)1690	= 120 akcele
                                      1703	= 132 akcele (bani)
                                      1718	= 180 akcele (15 piaștri vechi=11 noi)
                                      1720	= 2 florini și 40 kreuzeri
		talerul polonez	      1728	= 133 bani
                                      1756	= 3 florini polonezi 
                                rubla 1711	= 1,5 taleri
```

Denumirea de speciestaler întâlnită pe unele monede sau în anumite documente arată că era vorba de monedă efectivă și nu de unitate de calcul.

## Decăderea talerului-leu
În urma ocupării Țărilor de Jos de către Imperiul Habsburgic, la începutul secolului al XVIII-lea, emiterea talerului-leu olandez a încetat. Cantitățile mari emise anterior și existente în circulația monetară din Țările Române au început să se rarefieze, încetul cu încetul. În locul talerului-leu al Țărilor de Jos, Maria Theresia a căutat să impună în relațiile comerciale cu Levantul, talerul austriac. Astfel la 21 septembrie 1753 ea a încheiat o convenție cu principele elector al Bavariei, Maximilian Joseph – convenție la care au aderat apoi și alte state – cu scopul de a bate de acum înainte un singur fel de taleri în locul celor care circulau înainte. Acestui taler i s-a dat numele de Conventionstaler. Statele respective s-au obligat să bată numai taleri din argint de 13 loți și 6 grăunțe, adică argint cu puritatea de 833,33 ‰. Specific pentru acești taleri era legenda de pe muchie  (era o garanție că nu li se putea micșora valoarea prin tăierea argintului de pe margini).

## Leul românesc
Înlocuirea vechilor lei nu s-a putut face decât treptat, iar obiceiul de a raporta toate prețurile la o unitate de valoare denumită leu a persistat. În modul acesta leul a devenit o monedă de calcul divizată în 40 de parale – monede de asemenea de calcul - și va dăinui ca atare în Țara Românească și Moldova până după Unirea Principatelor, la reforma monetară din 1867, când noua monedă românească a preluat denumirea vechii monede olandeze. 
Sfertul de taler s-a numit la început ortstaler, denumire care ulterior s-a redus numai la ort. În limba veche germană ort înseamnă „o pătrime”. Numele de ort s-a împământenit la noi în așa mod în care se păstrează și astăzi în sintagma a da ortul popii („a muri”), care nu este altceva decât o aluzie la banul ce se punea în mâna mortului ca să-și plătească vămile văzduhului. Această cutumă este, fără îndoială, o rămășiță a vechiului obicei păgân, al punerii unui obol, sub limba proaspeților decedați, întâlnit în Grecia Antică.